# Illius fulciti
Illius fulciti was een pauselijke bul, uitgevaardigd door paus Julius II op 15 november 1504, waarmee hij de eerste kerkprovincie in de Nieuwe Wereld oprichtte. Volgens de bul zou de kerkprovincie bestaan uit het aartsbisdom Hyaguata en de suffragane bisdommen Magua en Bayuna. De bul zou echter niet toegepast worden, doordat er bezwaar aangetekend werd tegen de locaties van de bisdommen, maar vooral tegen de bepaling erin dat de aangestelde geestelijken mee konden delen in de opbrengsten van goud, zilver en edelstenen. Voornamelijk Ferdinand II van Aragon verzette zich heftig: hij beriep zich op de toezegging van paus Alexander VI, dat alle inkomsten ten deel zouden vallen aan de Spaanse schatkist.
Op 8 augustus 1511 herzag Julius II met zijn bul “Pontifex Romanus” de oprichting van een kerkelijke provincie. De drie bisdommen, Santo Domingo en Concepción de La Vega op Hispaniola en het eiland San Juan (het huidige Puerto Rico), werden suffragaan aan het aartsbisdom Sevilla. Over het delen van de opbrengsten wordt in deze bul niet meer gerept.
De drie eerste bisschoppen van de kerkprovincies waren:
- Pedro Suárez de Deza
  - Bisschop van Concepción de la Vega (in 1504 aangesteld voor Hyaguata)
- Alonso Manso
  - Bisschop van San Juan (in 1504 aangesteld voor Magua)
- Francisco Garcia de Padilla
  - Bisschop van Santo Domingo (in 1504 aangesteld voor Bayuna)

## De naam "Illius fulciti"
Dit is ook de naam van de kerk van de Peruaanse hoofdstad Lima na de verheffing tot kathedraal in de bul van paus Paulus III van 14 mei 1541, maar meestal met praesidio erachteraan.

## Bron
- (en) Catholic Encyclopedia